# Emily Osmentová
Emily Jordan Osmentová, nepřechýleně Osment, (* 10. března 1992, Los Angeles, Kalifornie, USA) je americká herečka a zpěvačka. Nejvíce se proslavila rolí Gerti Giggles ve filmu Spy Kids 2: Ostrov ztracených snů a Spy Kids 3-D: Game Over a rolí Lilly Truscott v seriálu stanice Disney Channel Hannah Montana, stejně tak ve filmu Hannah Montana: The Movie. V roce 2014 získala roli Gabi Diamond v seriálu stanice Freeform Mladí a hladoví, za kterou získala tři nominace na cenu Teen Choice Awards.

## Životopis
Emily Osmentová pochází z Los Angeles v Kalifornii. Jejími rodiči jsou herec Michael Eugene Osment a učitelka angličtiny Theresa Osmentová. Její bratr je Haley Joel Osment (hrál ve filmu Šestý smysl) a Emily se stejně jako on vydala na hereckou dráhu.

## Kariéra

### 1998–2005 Začátek kariéry a Spy Kids filmová série
Už od roku 1998 se objevovala v různých reklamách. V roce 1999 získala svojí první filmovou roli ve filmu The Secret Life of Girls. Ve stejném roce si zahrála ve filmu stanice Hallmark Sarah, Plain and Tall: Winter's End a za roli byla nominována na Young Artist Award. Od té doby se objevila v několika televizních show jako Dotek anděla, Přátelé a Takoví normální mimozemšťané.
V roce 2002 získala roli Gerti Giggle ve filmu Spy Kids 2: Ostrov ztracených snů. Za roli obdržela cenu Young Artist Award. V roce 2003 hrála v pokračování filmu Spy Kids 3-D: Game Over. Emily také propůjčila svůj hlas do filmu Lilo & Stich 2: Stitch má mouchy a Edward Fubbwupper Fibbed Big.

### 2006–12 Hannah Montana a hudba
V roce 2006 získala roli Lily Truscott v seriálu Hannah Montana. Seriál sledovalo přes 5,4 milionu diváků. 25. prosince moderovala společně s Mitchelem Musso, dalším hercem ze seriálu, Walt Disney World Christmas Day Parade.
Za roli ve filmu Hodina duchů byla znovu nominována na Young Artist Award. Pro soundtrack filmu nahrála písničku "I Don't Think About It". V roce 2007 se objevila v show Shorty McShorts' Short. Pro CD Disney Mania 6 nahrála společně s Mitchelem Musso písničku "If I Didn't Have You". V roce 2008 nahrála song "Once Upon a Time". Také nahrála písničku nazvanou "Hero In Me" pro Disney Channel film Táta v trapu, ve filmu, který měl premiéru v únoru 2009, později sama hrála. V témže roce se objevila ve filmu Soccer Mom.
V roce 2009 oznámila, že začíná pracovat na svém debutovém albu. Spolupracovala s Tomym Higgensonem, Maxem Collinsem, Tonym Fagensonem, Tobym Gadem a Mandi Perkins. 26. října 2009 vydala své debutové EP All the Right Wronds, na kterém se objevily písničky jako "All the Way Up" a "You Are the Only One". 24. března 2010 Emily oznámila v show Good Day NY, že svoje debutové album vydá v létě 2010. První singl "Let's Be Friends" měl premiéru 7. června 2010 a 5. října 2010 vydala své první album nazvané "Fight or Flight". Druhý singl "Lovesick" byl vydán 4. února 2011.
V květnu 2011 nahrála duet "Hush" s Joshem Ramsayem z Marinas Trench. Objevila se v televizním filmu stanice ABC Family Cyberbully. Film měl premiéru 17. července 2011. K filmu zveřejnila singl "Drift". V roce 2012 oznámila, že pracuje na novém hudebním projektu se svými kamarády z vysoké školy Danielem Schechterem a Tylerem Ollanikem. V roce 2012 se objevila v jedné epizodě Life With Boys a čtyřech epizodách seriálu Griffinovi.

### 2013–dosud: Filmy aMladí a hladoví
V roce 2013 si zahrála ve filmu Kiss Me a také se objevila v televizním seriálu Cleaners, který v roce 2014 pokračoval druhou řadou. Opět se objevila v seriálu Life With Boys. V říjnu natočila film No Way Jose a A Daughter's Nightmare, který měl premiéru na stanici Lifetime v roce 2014.
V roce 2014 získala hlavní roli Gabi v seriálu stanice Freeform Mladí a hladoví, který produkovala Ashley Tisdale. Seriál měl premiéru 25. června 2014 a byl zrušen po odvysílání pěti řad v roce 2018. V roce 2015 si zahrála po boku Briany Evigan ve filmu Love Is All You Need?. V srpnu 2015 získala vedlejší roli ve třetí řadě seriálu CBS Máma.

## Filmografie

### Film
| Rok  | Název                             | Role                   | Poznámky            |
| ---- | --------------------------------- | ---------------------- | ------------------- |
| 1999 | The Secret Life of Girls          | Miranda Aiken          |                     |
| 2002 | Spy Kids 2: Ostrov ztracených snů | Gerti Giggles          |                     |
| 2003 | Spy Kids 3-D: Game Over           | Gerti Giggles          |                     |
| 2005 | Lilo a Stitch 2: Stitch má mouchy | Různé hlasy            |                     |
| 2007 | Hodina duchů                      | Cassie Keller          |                     |
| 2008 | Soccer Mom                        | Becca Handler          |                     |
| 2008 | Surviving Sid                     | Claire (hlas)          |                     |
| 2009 | Hannah Montana: The Movie         | Lilly Truscott         |                     |
| 2011 | Čivava z Beverly Hills 2          | Pep (hlas)             |                     |
| 2012 | Čivava z Beverly Hills 3          | Pep (hlas)             |                     |
| 2013 | From Up on Poppy Hill             | Nobuko Yokoyama (hlas) | anglický dabing     |
| 2013 | Seasick Sailor                    | Beck                   | krátkometrážní film |
| 2014 | Kiss Me                           | Shelby                 |                     |
| 2015 | O tom si nech zdát, José          | Summer Stern           |                     |
| 2016 | Love Is All You Need?             | Kelly Williams         |                     |
| 2018 | Tea Time with Mr. Patterson       | Stacey                 | krátkometrážní film |

### Televize
| Rok       | Název                            | Role                            | Poznámky                            |
| --------- | -------------------------------- | ------------------------------- | ----------------------------------- |
| 1999      | Sarah, prostá a vysoká           | Cassie Witting                  | TV film                             |
| 1999      | Takoví normální mimozemšťané     | Dahlia                          | díl: „Dick, Who's Coming to Dinner“ |
| 2000      | Dotek anděla                     | Alyssa Sullivan                 | díl: „With God as My Witness“       |
| 2001      | Přátelé                          | Lelani Mayolanofavich           | díl: „Halloween“                    |
| 2002      | Total Access 24/7                | Gerti Giggles                   | díl: „Spy Kids 2“                   |
| 2006–2011 | Hannah Montana                   | Lilly Truscott / Lola Luftnagle | hlavní role, 98 dílů                |
| 2006      | Vánoce v ohrožení                | Trick (hlas)                    | TV speciál                          |
| 2007      | Shorty McShorts' Shorts          | Vysoká dívka / Kelly (hlas)     | 2 díly                              |
| 2009      | Táta v trapu                     | Melissa Morris                  | TV film                             |
| 2009      | Sladký život na moři             | Lilly Truscott                  | díl: „Double-Crossed“               |
| 2010      | Jonas                            | sama sebe                       | díl: „Výlet lodí“                   |
| 2010–2012 | Kick Buttowski: Hrdina předměstí | Kendall Perkins (hlas)          | 20 dílů                             |
| 2011      | Cyberbully                       | Taylor Hillridge                | TV film                             |
| 2012      | Život mezi kluky                 | sama sebe                       | díl: „Double Trouble with Boys“     |
| 2012–2017 | Griffinovi                       | různé postavy (hlasy)           | 18 dílů                             |
| 2013      | Dva a půl chlapa                 | Ashley                          | díl: „Bazinga! To je z televize“    |
| 2013–2014 | Cleaners                         | Roxie                           | hlavní role, 18 dílů                |
| 2014      | Rainbow Brite                    | Rainbow Brite (hlas)            | 3 díly                              |
| 2014      | A Daughter's Nightmare           | Ariel Morgan                    | TV film                             |
| 2014–2018 | Mladí a hladoví                  | Gabi Diamond                    | hlavní role, 71 dílů                |
| 2015–2016 | Máma                             | Jodi Hubbard                    | 4 díly                              |
| 2018–     | Kominského metoda                | Theresa                         | vedlejší role                       |
| 2018      | 25                               | Kate                            | neprodaný televizní pilotní díl     |
| 2018      | Vánoční zázrak                   | Heidi Nelson                    | TV film                             |
| 2019–2020 | Almost Family                    | Roxy Doyle                      | hlavní role, 13 dílů                |
| 2021      | DeadEndia                        | Courtney (hlas)                 |                                     |

## Diskografie

### Studiová alba
- Fight or Flight (2010)

### Ep
- All the Right Wrongs (2009)

## Ocenění a nominace
| Rok  | Ocenění                           | Kategorie                                                                               | Práce                             | Výsledek  |
| ---- | --------------------------------- | --------------------------------------------------------------------------------------- | --------------------------------- | --------- |
| 2000 | Young Artist Awards               | nejlepší herecký film mladé herečky ve věku 10 let a méně v TV filmu nebo pilotním dílu | Sarah, prostá a vysoká            | nominace  |
| 2003 | Young Artist Awards               | nejlepší herecký film mladé herečky ve věku 10 let a méně ve filmu                      | Spy Kids 2: Ostrov ztracených snů | nominace  |
| 2004 | Young Artist Awards               | nejlepší mladé obsazení ve filmu                                                        | Spy Kids 3-D: Game Over           | nominace  |
| 2007 | Young Artist Awards               | nejlepší ženský herecký výkon v televizním seriálu ve vedlejší roli: komedie nbo drama  | Hannah Montana                    | nominace  |
| 2008 | Young Artist Awards               | nejlepší mladé obsazení v televizním seriálu                                            | Hannah Montana                    | nominace  |
| 2008 | Young Artist Awards               | nejlepší ženský herecký výkon v TV filmu, minisérii nebo televizním speciálu            | Hodina duchů                      | nominace  |
| 2009 | Young Artist Awards               | nejlepší ženský herecký výkon v televizním seriálu ve vedlejší roli: komedie nbo drama  | Hannah Montana                    | nominace  |
| 2009 | Teen Choice Awards                | ženská svěží tvář                                                                       | Hannah Montana: The Movie         | nominace  |
| 2009 | Teen Choice Awards                | nejlepší televizní parťák                                                               | Hannah Montana                    | vítězství |
| 2010 | People's Choice Awards            | filmový objev roku: herečka                                                             | Hannah Montana: The Movie         | nominace  |
| 2010 | Bravo Otto Awards                 | hvězda                                                                                  |                                   | vítězství |
| 2012 | Prism Awards                      | nejlepší výkon v TV filmu nebo minisérii                                                | Cyberbully                        | vítězství |
| 2013 | Canadian Screen Awards            | nejlepší ženský herecký výkon v hlavní roli v dramatickém programu nebo minisérii       | Cyberbully                        | vítězství |
| 2014 | Teen Choice Awards                | nejlepší letní televizní hvězda: žena                                                   | Mladí a hladoví                   | nominace  |
| 2015 | Teen Choice Awards                | nejlepší televizní herečka: komedie                                                     | Mladí a hladoví                   | nominace  |
| 2016 | Teen Choice Awards                | nejlepší letní televizní hvězda: žena                                                   | Mladí a hladoví                   | nominace  |
| 2019 | Screen Actors Guild Awards        | nejlepší herecké obsazení: komedie                                                      | Kominského metoda                 | nominace  |
| 2019 | Sunny Side Up Film Festival Award | nejlepší herečka ve vedlejší roli                                                       | Tea Time with Mr. Petterson       | vítězství |